# Tre Valli Varesine 1979
La Tre Valli Varesine 1979, cinquantanovesima edizione della corsa, si svolse il 20 agosto 1979 su un percorso di 211 km. La vittoria fu appannaggio dell'italiano Giuseppe Saronni, che completò il percorso in 4h55'25", precedendo il connazionale Pierino Gavazzi e il belga Roger De Vlaeminck.
Sul traguardo di Cadrezzate 85 ciclisti, sui 127 partiti dalla medesima località, portarono a termine la competizione. 

## Ordine d'arrivo (Top 10)
| Pos. | Corridore           | Squadra             | Tempo    |
| ---- | ------------------- | ------------------- | -------- |
| 1    | Giuseppe Saronni    | Scic-Bottecchia     | 4h55'25" |
| 2    | Pierino Gavazzi     | Zonca-Santini       | s.t.     |
| 3    | Roger De Vlaeminck  | Gis Gelati          | s.t.     |
| 4    | Giuseppe Martinelli | San Giacomo-Benotto | s.t.     |
| 5    | Francesco Moser     | Sanson-Campagnolo   | s.t.     |
| 6    | Giovanni Mantovani  | Inoxpran            | s.t.     |
| 7    | Ignazio Paleari     | Magniflex-Famcucine | s.t.     |
| 8    | Vittorio Algeri     | Sapa Assicurazioni  | s.t.     |
| 9    | Corrado Donadio     | C.B.M. Fast-Gaggia  | s.t.     |
| 10   | Leonardo Mazzantini | Zonca-Santini       | s.t.     |